# Società delle figlie del Cuore di Maria
La Società delle figlie del Cuore di Maria (in francese Société des Filles du Cœur de Marie) è un istituto religioso femminile di diritto pontificio: le suore di questa congregazione pospongono al loro nome la sigla S.F.C.M.

## Storia

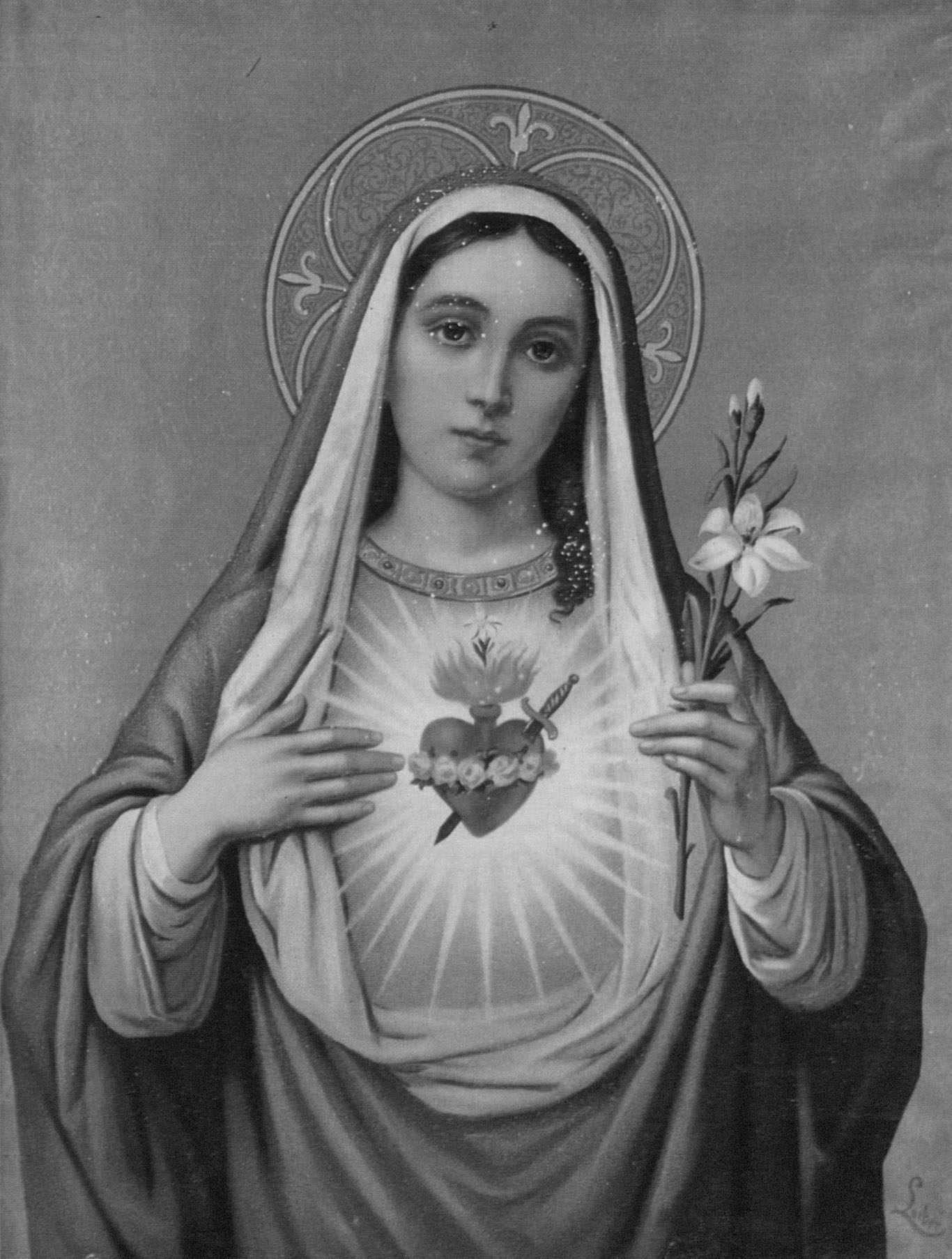
Immaginetta votiva del cuore di Maria, cui è dedicata la congregazione

La congregazione venne fondata da Pierre-Joseph Picot de Clorivière (1735-1820), già sacerdote della Compagnia di Gesù, insieme con Maria Adelaide Champion de Cicé (1749-1818) al fine di salvaguardare, sotto una nuova forma, la vita religiosa in Francia al tempo della Rivoluzione.
Picot, anticipando i moderni istituti secolari, pensò a un istituto in cui le religiose non fossero tenute alla clausura e non avessero abito religioso: tale progetto venne approvato da Gabriel Cortois de Pressigny, vescovo di Saint-Malo, il 18 settembre 1790 e il 2 febbraio 1791 le prime aspiranti (circa una decina, presenti a Parigi e in Bretagna) emisero la loro professione dei voti, dando inizio alla congregazione.
Nel 1799 le figlie del Cuore di Maria erano già circa 260 e, appena la situazione politica lo consentì, le suore presero a condurre vita comune trasformandosi in congregazione religiosa.

## Attività e diffusione
Le figlie del Cuore di Maria si dedicano principalmente all'istruzione e all'educazione della gioventù.
Sono presenti in: Europa (Belgio, Germania, Italia, Inghilterra, Irlanda del Nord, Portogallo, Spagna, Svizzera), in Africa (Benin, Burkina Faso, Etiopia, Kenya, Madagascar, Ruanda), in Americhe (Argentina, Brasile, Canada, Cile, Colombia, Ecuador, Guatemala, Messico, Perù, Stati Uniti d'America, Venezuela) e in Asia (Filippine, Giappone, India, Pakistan); la sede generalizia è in rue Notre-Dame des Champs a Parigi.
Al 31 dicembre 2008 la congregazione contava 1.409 religiose in 155 case.